# Церква святого Іова (Борисковичі)
Церква святого Іова Почаївського — чинна дерев'яна парафіяльна церква у селі Борисковичі Мар'янівської громади Луцького району Волинської області. Збудована у 1908—1909 роках на місці давнішого храму XVIII століття. Пам'ятка архітектури місцевого значення (охоронний номер 118-м). Парафія належить до Горохівського благочиння Рівненсько-Волинської єпархії Православної Церкви України.

## Історія

### Передісторія та будівництво
Попередній дерев'яний храм у селі Борисковичі на честь Пресвятої Трійці був збудований у 1722 році. Він знаходився на заході, у напрямку села Довгів, де раніше було розташоване село до Столипінської аграрної реформи.
З перенесенням села на нове місце виникла потреба у будівництві нового храму. Роботи розпочалися у травні 1908 року і тривали майже півтора року. Частину матеріалу було взято зі старої Троїцької церкви, також привозили бруси з розібраної старої церкви села Дружкопіль. Загальна вартість будівництва склала 3340 рублів, з яких 1030 рублів було виділено з церковних заощаджень, а 2310 рублів зібрали парафіяни.
25 жовтня (за старим стилем) 1909 року храм був освячений на честь преподобного Іова Почаївського благочинним о. Арсенієм Бордюговським. Першим настоятелем став священик Григорій Юркевич, який служив на парафії 50 років.

### Радянський період
У 1944 році снаряд зруйнував дзвіницю, але її незабаром відбудували силами громади. У 1961 році радянська влада закрила церкву для богослужінь і планувала перетворити її на колгоспний склад. Проте місцева громада виступила проти цього. Віряни надійно замкнули двері, а ключі переховували в різних хатах, зокрема, найбільше їх зберігала родина Іова та Ольги Філатів. Завдяки цьому храм не було сплюндровано.
Церква пустувала майже 30 років. У часи перебудови активісти села, зокрема Іов Філат, Іван Степащук, Григорій Семенюк, Петро Лагановський та інші, добивалися дозволу на відновлення богослужінь, звертаючись до органів влади різного рівня. 25 березня 1989 року відбулося повторне освячення храму, яке очолив архієпископ Варлаам (Іллющенко). Настоятелем призначили священика Івана Ізая.

### У незалежній Україні
Релігійна громада була офіційно зареєстрована 24 грудня 1991 року. У 2009 році парафія урочисто відсвяткувала 100-річчя храму, а у 2014 році — 105-ту річницю.
9 лютого 2019 року настоятель протоієрей Сергій Кравчук разом із релігійною громадою (281 особа) ухвалив рішення про вихід з юрисдикції Московського патріархату та приєднання до Православної Церкви України. У грудні 2019 року Волинська обласна державна адміністрація офіційно зареєструвала зміни до статуту громади.
Після переходу до ПЦУ новим настоятелем парафії було призначено ієрея Дмитра Лотоцького.

## Архітектура та святині
Церква дерев'яна, зведена в традиціях волинського храмобудування. За настоятельства о. Сергія Кравчука храм було оновлено зсередини та ззовні, а куполи покрили позолотою.
Серед святинь та цінних речей храму:
- Напрестольне Євангеліє у позолоченій оправі, подароване у 1909 році родиною Євстафія та Анастасії Лагановських.
- «Гріб Господній» та «Воскресіння» — святині, придбані у 1920-х роках на кошти селянина Степана Семенюка, який для цього продав гектар землі.
- Дзвони, придбані у 1931 році на пожертви парафіян. Під час Другої світової війни парафіяни Гнат Бондар, Максим Калахан та Іван Філат таємно зняли їх і закопали на цвинтарі, щоб врятувати від вивезення німецькою владою.
- Ікона преподобного Іова Почаївського з частинкою мощей, подарована митрополитом Луцьким і Волинським Нифонтом у 2004 році.

## Настоятелі
- Григорій Юркевич (1909 — ~1959)[2]
- Олександр Романець (нетривалий час)[2]
- Йосип Вавринюк (нетривалий час)[2]
- Леонід Мошинський (нетривалий час)[2]
- Іван Ізай (з 1989)[2][14]
- Сергій Кравчук (згадується з 2004 по 2019)[15][16][2]
- Лотоцький Дмитро Олександрович (з 2023)[5]

## Галерея

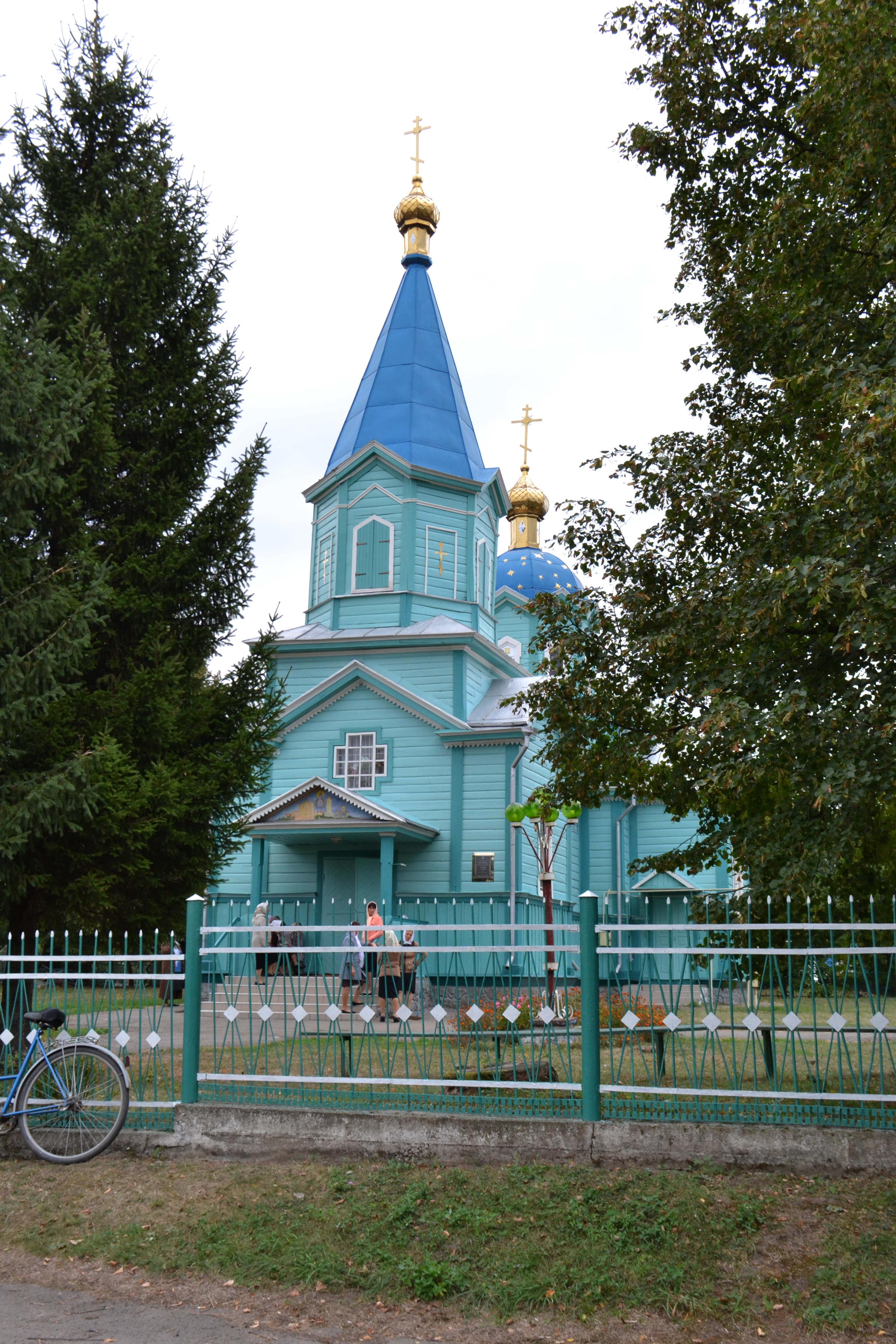
Вигляд на церкву із заходу
Вигляд на церкву з південного сходу
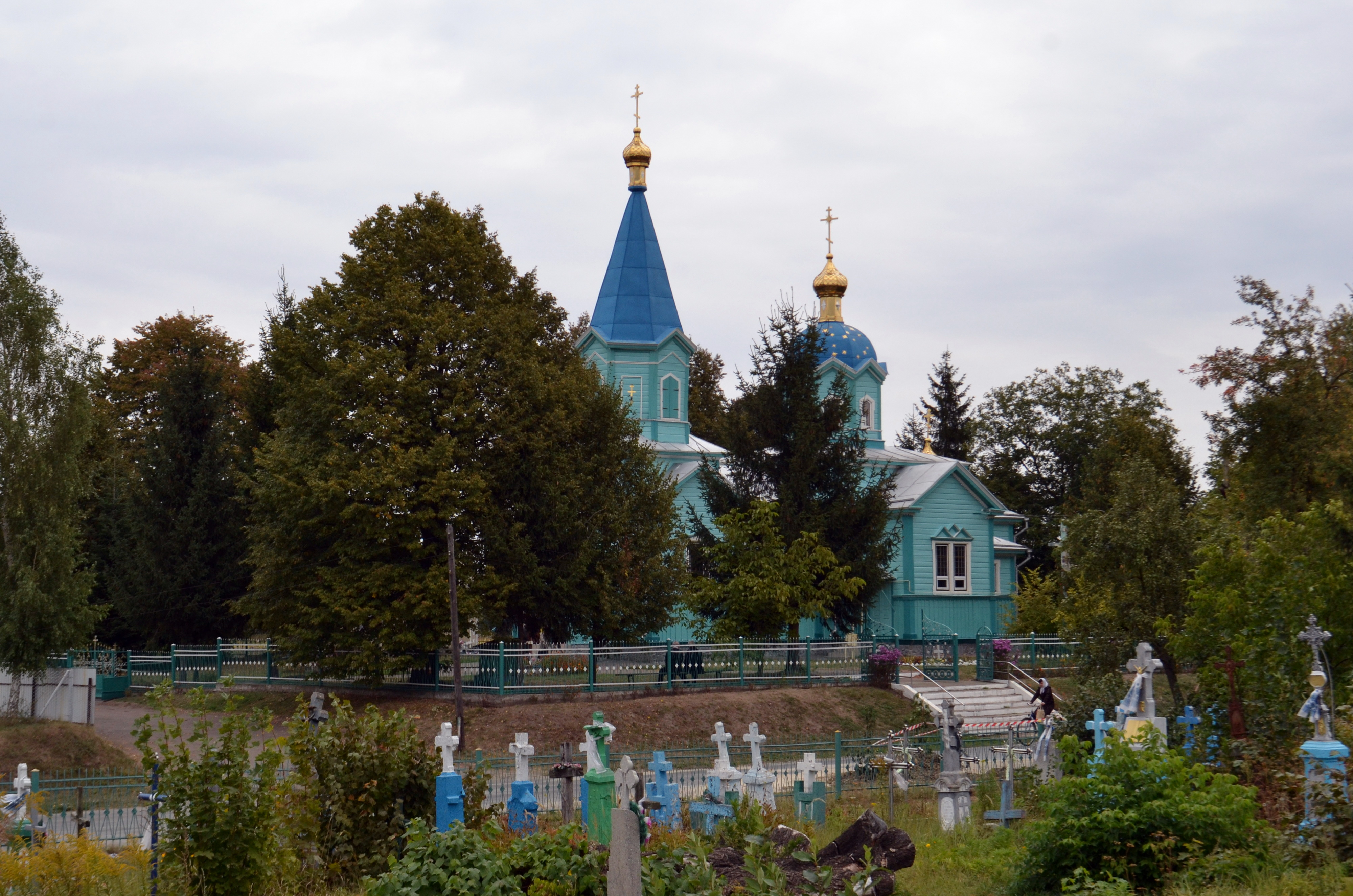
Вигляд на церкву з цвинтаря
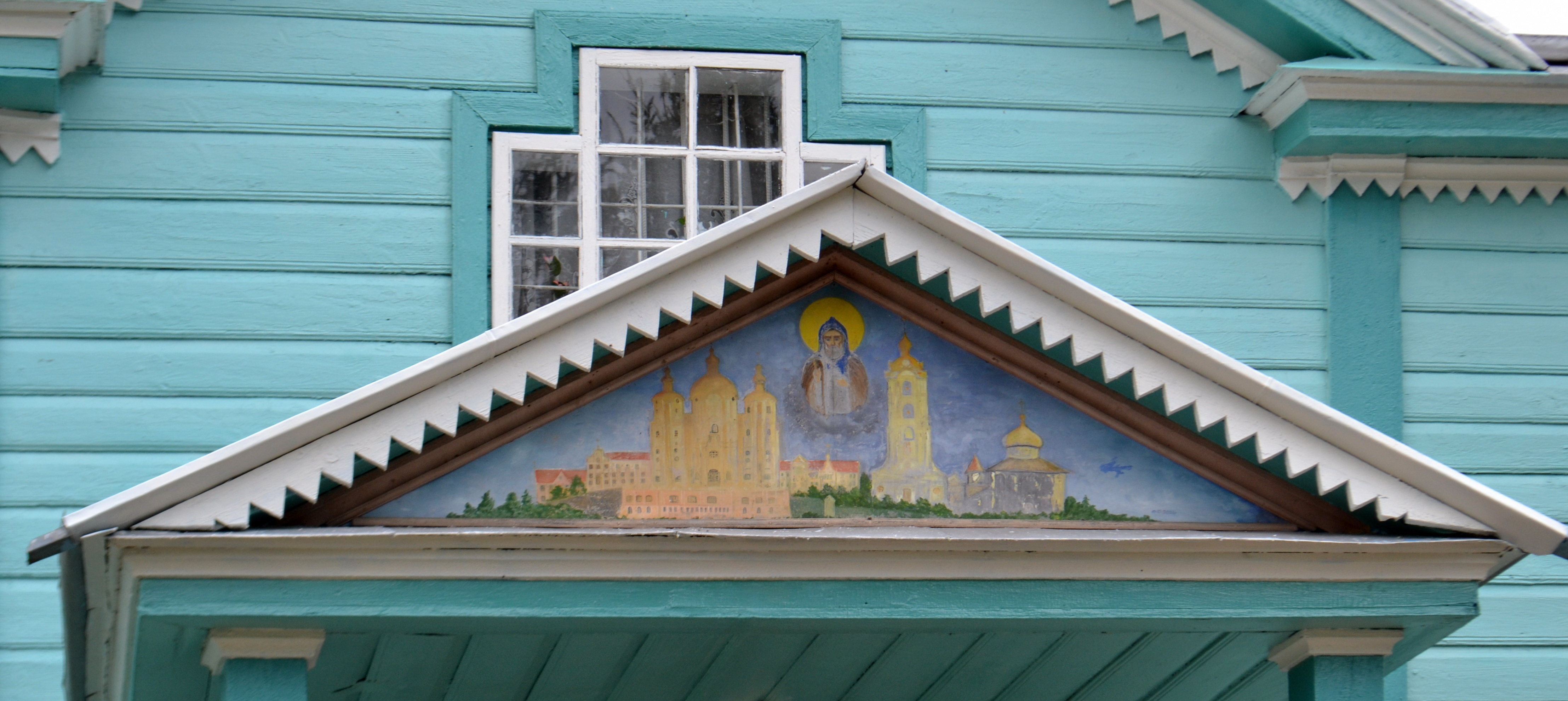
Ікона святого над входом
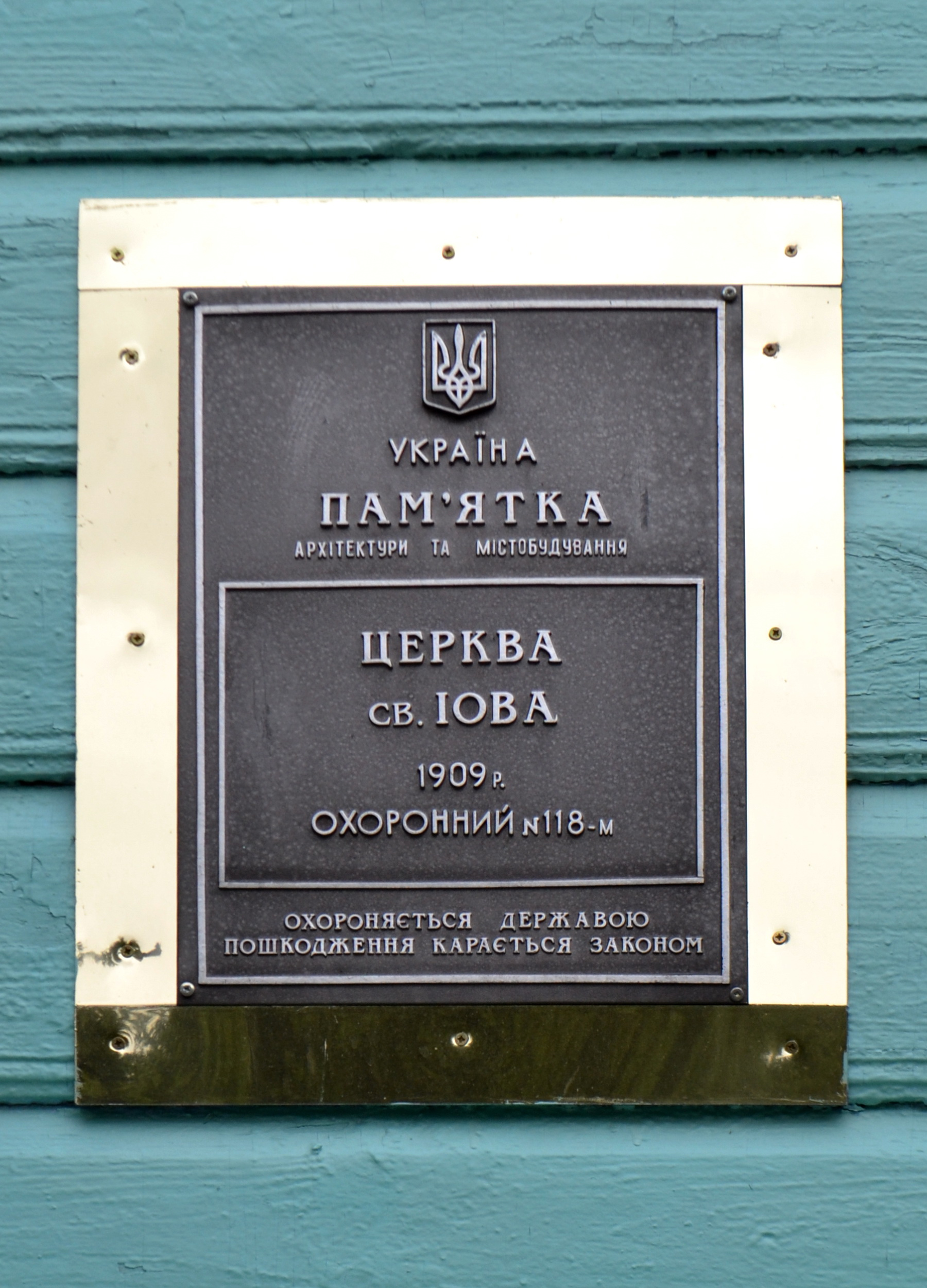
Охоронна дошка